# Treblinka
Treblinka er en lille landsby i det masoviske voivodskab i Polen, omkring 80 km nordøst for Warszawa ved Warszawa-Bialystok-jernbanelinjen. Indbyggertallet er pr. 1984 på 330.
Treblinka er primært kendt for den koncentrationslejr, som opførtes af Det Tredje Rige under 2. verdenskrig i umiddelbar nærhed af landsbyen. 
52°40′N 22°01′Ø / 52.667°N 22.017°Ø